# 柴基夫西克
47°42′31″N 30°23′28″E / 47.70861°N 30.39111°E
柴基夫斯凱（烏克蘭語：Чайківське）是位於烏克蘭西南部的村莊，由敖德萨州波季利斯克区的柳巴希夫卡市鎮負責管轄。該村始建於1901年，面積0.29平方公里，海拔高度161米，2001年人口32，人口密度每平方公里109.22人。